# Marc Mayer
Marc Mayer, né en 1956 à Sudbury en Ontario au sein de la communauté franco-ontarienne, est un conservateur de musée et spécialiste de l'Art contemporain. 

## Carrière professionnelle
Marc Mayer fit des études d'Art à l'Université McGill de Montréal où il obtint un diplôme d'histoire de l'art.
Marc Mayer commença sa carrière professionnelle comme directeur-adjoint du 49th Parallel Centre for Contemporary Canadian Art à New York de 1986 à 1990. 
En 1990 il part pour la France où il assume à Paris la fonction de responsable des arts visuels des Services culturels de l'ambassade du Canada. Il est en même temps le correspondant pour la revue new-yorkaise "Rizzoli's The Journal of Art" jusqu'en 1993. 
De retour en Amérique, il devient conservateur de l'Albright-Knox Art Gallery située à Buffalo dans l'État de New York de 1994 à 1998. Il fut nommé ensuite comme directeur de la galerie d'art du Power Plant Contemporary Art Gallery de Toronto de 1998 à 2001. Il devint directeur-adjoint du Brooklyn Museum de New York de 2001 à 2004. Il devint ensuite le Directeur du Musée d'art contemporain de Montréal de 2004 à 2008.
Marc Mayer a été nommé directeur du Musée des beaux-arts du Canada situé à Ottawa le 8 décembre 2008.